# Strelníky
Strelníky (bis 1948 slowakisch „Šajba“; deutsch Scheibe, ungarisch Sebő – bis 1886 Sajba) ist eine Gemeinde in der Mitte der Slowakei mit 740 Einwohnern (Stand 31. Dezember 2024) und gehört zum Okres Banská Bystrica, einem Kreis des Banskobystrický kraj.

## Geographie
Die Gemeinde befindet sich am Vorgebirge der Poľana an deren nördlichen Seite, nahe der geographischen Mitte der Slowakei. Das Gemeindegebiet wird von den Bächen Hutná, Vôdka und Zolná entwässert. Das Ortszentrum liegt auf einer Höhe von 666 m n.m. und ist 26 Kilometer von Banská Bystrica entfernt.
Die Nachbargemeinden von Strelníky sind Ľubietová, Hrochoť, Poniky und Povrazník.

## Geschichte
Der Ort wurde zum ersten Mal 1465 als Saiba schriftlich erwähnt und entstand wohl im späten 14. Jahrhundert als Dorf im Herrschaftsgebiet der damaligen Bergwerkstadt Libethen. Sowohl der heutige als auch der ehemalige Name erinnert an Schützen, die die Stadt schützen sollten und im Dorf lebten. Während der osmanischen Besetzung von Ungarn im 16. und 17. Jahrhundert wurde das Dorf als Vorstufe zur Stadt Libethen mehrmals bedroht und 1577 sowie 1580 geplündert.
1828 sind 81 Häuser und 609 Einwohner verzeichnet. Nach der Abschaffung der Leibeigenschaft im Jahre 1848 endete das Untertanen-Verhältnis, die eigene Verwaltung wurde jedoch erst 1886 eingeführt.
Bis 1918 gehörte der im Komitat Sohl liegende Ort zum Königreich Ungarn und kam danach zur Tschechoslowakei beziehungsweise heute Slowakei. Während des Slowakischen Nationalaufstandes waren Partisanen rund um den Ort tätig.

## Bevölkerung
| Jahr                | 1994 | 2004    | 2014    | 2024    |
| ------------------- | ---- | ------- | ------- | ------- |
| Anzahl der Personen | 848  | 808     | 782     | 740     |
| Unterschied         |      | −4,71 % | −3,21 % | −5,37 % |

| Jahr                | 2023 | 2024    |
| ------------------- | ---- | ------- |
| Anzahl der Personen | 739  | 740     |
| Unterschied         |      | +0,13 % |

Ergebnisse nach der Volkszählung 2001 (812 Einwohner):
| Nach Ethnie: - 99,26 % Slowaken | Nach Konfession: - 88,79 % evangelisch - 5,67 % römisch-katholisch - 2,96 % konfessionslos |

## Bauwerke
- evangelische Kirche